# سفارة تونس لدى فنلندا
سفارة تونس لدى فنلندا هي البعثة الدبلوماسية لجمهورية تونس لدى جمهورية فنلندا، وتقع بالعاصمة هلسنكي.